# Poprhnjena livka
Poprhnjena livka (znanstveno ime Clitocybe nebularis) je gliva iz rodu livk (Clitocybe).

## Značilnosti
Mesnat klobuk je širok od 4 do 20 cm. Je belkasto sive ali sivorjave barve, ki zbledi v suhem vremenu. Najprej je izbočen, nato razprt. Sredica je vdrta in posuta z belkastim prahom, ki se z dotikom zlahka obriše. Ta značilnost je gobi dala tudi slovensko domače ime meglenka. Rob je zavihan, kasneje se izravna. Kožica se zlahka odlušči.
Bet je visok od 5 do 15 cm visok in širok od 1 do 4 cm. Je sivo rjave, včasih rahlo rdečkaste barve, z rjavkastimi pikami ali vlakni na belkasti podlagi. Je mesnat, poln, vlaknato-gobast in elastičen. Zgoraj je tanjši, spodaj kobulasto odebeljen z belkastim micelijem.
Lističi so zelo gosti in pomešani s krajšimi, ki ne potekajo od beta do roba klobuka. Spuščajo se po steblu in se zlahka ločijo od dna klobuka. Imajo valovito ostrinko, so belkasti ali kremasto rumeni.
Meso je bele barve, debelo in bolj ali manj vlaknato; vonj je zelo močan in nejasen, neprijeten po oljni ogrščici ali plesnivem siru, okus pa je neprijetno kisel ali oster.

## Razširjenost in življenjski prostor
Je zelo pogosta goba. Raste v vseh vrstah gozdov pozno poleti in jeseni v velikih skupinah, krogih ali vrstah.

## Mikroskopske značilnosti
Trosni prah je rumenkast. Trosi so elipsasti, gladki, prosojni in merijo 6–8 x 3–4,5 μm.

## Podobne vrste
- pozna lijevka (Infundibulicybe geotropa) ima klobuk lijaste oblike in bolj toplih barv
- majniška lepoglavka (Calocybe gambosa) raste bolj v pomladnih mesecih
- navadna mokarica (Clitopilus prunulus) ima značilen vonj po moki
- orjaški velepodvihanec (Aspropaxillus giganteus) je bolj bele barve
- milnata kolobarnica (Tricholoma saponaceum) ima lističe zaokrožene ob betu

## Uporabnost
Neužitna. Nekoč je veljala za pogojno užitno, a tudi prekuhana v večjih količinah povzroča želodčne težave.

## Galerija slik
- čarovniški krog poprhnjenih livk
- klobuki
- lističi
- trosi